# Mamdi
Le Mamdi est un des quatre départements composant la région du Lac au Tchad. Son chef-lieu est Bol.

## Subdivisions
Le département de Mamdi est divisé en 2 sous-préfectures :
- Bol
- Kangalam (ou Kangalom)

## Administration
Préfets de Mamdi (depuis 2002)
- 9 octobre 2008 : Ahmat Ousmane Gadaya[1]
- 9 janvier 2016 : Mbolou Affono Tcharimi[2]